# Буржка катедрала
Буржка катедрала или Катедрала „Свети Стефан от Бурж“ (на френски: Cathédrale Saint-Étienne de Bourges) е готическа катедрала, посветена на Св. Стефан във френския град Бурж. Началото на строителството датира от края на XII век, а освещаването на катедралата се състои на 13 май 1324 г.
Строежът на катедралата в сегашния ѝ вид е свързан с избухналите пожари в началото на 12 век и с промяната на архитектурните стилове. През 1195 г. архиепископ Анри дьо Сюли подема инициатива опожареният християнски храм да бъде възстановен. Властващият през този период архитектурен стил е готическият, което личи от всеки елемент на днешната катедрала. Макар и изградена с изключително проста конструкция, катедралата „Св. Стефан“ се превръща в истински готически шедьовър.

## Архитектура
Храмът има рядък за подобни съоръжения план: трансептът, придаващ на християнските църкви традиционна кръстообразна форма, в Буржката катедрала отсъства. Ширината на главния неф на катедралата е 15 метра, дължината е 122 метра, височината е 37 метра, а височината на аркадата е 20 метра.

### Тимпан със Страшния съд
Готиката предписва изобразяването на темата в два регистъра: Възкресението, залог за надежда, което освен това дава шанс на готическите майстори да опитат възможностите си при изобразяване на голи тела; над него е Страшният съд, извършван от свети Михаил, чиито везни ще изпратят праведните (от добрата част на везните) в рая, а грешните (от другата страна), където ги дебне хилещата се кохорта от демони. Ангелската милост надделява в това произведение на смирената готика от края на ХIII век (ок.1280 г.)

## Други факти
Скулптурите на северния и южния портали са изпълнени за по-ранната романска катедрала и датират от около 1160 г., а дървените врати на порталите са изпълнени в края на XV век.
Витражите са от първата четвърт на XIII век. От 25 витража са се съхранили 22, а особено интересни са витражите на деамбулатория в източната част на храма.
Криптата е построена около 1200 г. и повтаря формата на разположения над нея деамбулаторий. Тя е забележителна със своите сводове и съдържат надгробна статуя (гисант) на херцог Жан дьо Бери, а в апсидата са съхранени също статуи на херцога и на неговата съпруга. Разположеният в нефа на катедралата астрономически часовник съществува вече 500 години и за първи път е  споменат през 1422 г.

## Галерия
- Западна фасада
- Нефът на Буржката катедрала
- Витраж, посветен на Йоан Кръстител
- Ниската част на западната фасада
- Романская резба на южния портал

## Изгледи
- портал
- нощен изглед
- гаргойл
- гаргойл
- интериор
- детайл от витраж
- витраж
- витраж
- витраж на Йоан Баптист